# Schowalteria
Schowalteria — рід вимерлих ссавців з крейдяного періоду Канади. Це найдавніший відомий представник Taeniodonta, спеціалізованої лінії неплацентарних евтерієвих ссавців, які також зустрічаються в палеоценових і еоценових відкладеннях. Schowalteria були одними з найбільших ссавців мезозою. Також вирізнялися своїм видоутворенням до травоїдних тварин, яке в деяких аспектах перевершує його пізніших родичів.

## Опис
Наразі Schowalteria вважається монотипним родом, лише з одним видом S. clemensi. Відомо лише по одному черепу. Schowalteria має деякі спільні види з пізнішими теніодонтами, а саме схожу морфологію ікла та різця, схожі пропорції обличчя та конструкцію виличної дуги, хоча на відміну від них її оклюзійна поверхня зношена майже повністю плоскою, а грань зносу повністю охоплює параконус і метаконус, залишаючи лише контури щічної сторони основ цих горбків, що залишилися, радикально відрізняючись від більш «нормальних» моделей стирання зубів інших тенідонтів. Базуючись на пропорціях черепа, його спочатку порівнювали за розміром з Didelphodon vorax, що робило його одним із найбільших ссавців мезозою на момент його відкриття. Енн Вейл припускає ареал, подібний (хоча не підтверджений) до Repenomamus giganticus.

## Поширення
Schowalteria зустрічається у відкладеннях Трочу в Альберті, що датуються маастрихтським етапом крейдяного періоду. Це місце є частиною більшої Едмонтонської групи, яка, ймовірно, представляла тепле помірне середовище. Останки ссавців дуже поширені на цьому місці, наприклад різні метатерії та багатогорбкові.

## Класифікація
Schowalteria є евтерієвим теніодонтом. Спочатку він був відновлений як досить похідний представник, пов’язаний зі стилінодонтами, але останні дослідження показують, що це більш базальний вид у групі, менш пов’язаний з ними, ніж Onychodectes.

## Біологія
Попри те, що Schowalteria є базальним теніодонтом, він досить похідний, можливо, більше, ніж пізніші тенідонти. Він поділяє з ними подібні видоутворення щодо травоїдності та, можливо, рийності, але на відміну від них він також має ознаки поперечного (подібного до копитних) жування, що робить його ще більш спеціалізованим на обробці рослинності.
Як один із найбільших ссавців свого часу та з досить спеціалізованою травоїдною дієтою, Schowalteria була досить разючим видом серед багатої динозаврами фауни кінця крейдяного періоду.